# Hjärsta
Hjärsta är en stadsdel i nordvästra Örebro. Området tillhörde före 1937 Längbro landskommun. "Gamla Hjärsta" ligger öster om Västerleden, och "Nya Hjärsta" ligger väster om denna.

## Hjärsta egnahem
Namnet Hjärsta på dagens villaområde är egentligen ett "folkligt" namn på den egnahemsbebyggelse som växte upp fr.o.m. 1909. Hjärsta herrgård, som "Hjärsta" kommer ifrån, ligger en bit norrut, och det är inte herrgårdens mark som givit rum för egnahemsbebyggelsen. Istället ligger dagens Hjärsta till stora delar på jord som tillhört Marks by, närmare bestämt gårdarna V:a Mark och Ulvåsa. Tre egnahemsföreningar uppges av Waldén 
- Mark nr. 4. Den första utstyckningen av tomter ägde rum år 1909 på Ulvåsa-området, där de äldsta husen i Hjärsta finns. Gamla huvudbyggnaden i Västra Marks gård gjordes om till skola. En senare skolbyggnad tillkom på samma tomt, Brogatan 94. Bebyggelsen spred sig ända upp mot Mellringe.
- Mark nr. 2. Detta område ligger mellan Hjärstavägen och Holmen. Bebyggelsen började här 1923, och egnahemsföreningen instiftades 1931. Bebyggelsen räknade c:a 25 fastigheter år 1936.
- Mark nr. 1, se Markbacken.

## Företag i Hjärsta
En hel del fabriker har funnits i Hjärsta genom åren. Den mest kända skofabriken var Rex, en av de äldsta skofabrikerna i Örebro, grundad 1913. Den överlevde ända till 1981 och var den sista i raden av Örebros egentliga skofabriker som lades ner . Svenska Blackings kemisktekniska fabrik låg i Hjärsta, liksom möbelsfabrik, spisbröds- och läskedrycksfabrik .

### Webbkällor
- Örebro kommun